# Mao Hiểu Đồng
Mao Hiểu Đồng (tiếng Trung: 毛晓彤, tiếng Anh: Mao Xiaotong, còn được gọi là Rachel Momo), là một nữ diễn viên Trung Quốc. Cô được biết đến với các vai phụ trong Chân Hoàn truyện (2012), Yêu em từ cái nhìn đầu tiên (2016) và Cẩm Tú Vị Ương (2016) và gần đây nhất là một trong ba vai chính trong bộ phim truyền hình đô thị 30 chưa phải là hết (2021).

## Đầu đời và giáo dục
Mao Hiểu Đồng đã học đàn keyboard và thanh nhạc từ khi còn nhỏ, và tiếp tục học khiêu vũ như khiêu vũ Latin và Dancesport. Năm 4 tuổi cô đã tham gia đội nhạc Tiểu Thiên Sứ của thành phố Thiên Tân học đàn organ, nhiều lần tham gia ghi hình cho các chương trình của đài truyền hình Thiên Tân. Năm 12 tuổi đạt trình độ piano cấp 5, năm 13 tuổi thi đậu vào trường Chuyên Nghiệp Bắc Kinh học vũ đạo tiêu chuẩn quốc tế (nhảy Latin, nhảy hiện đại), nhiều lần đạt giải thưởng ở trường.
Năm 17 tuổi, Mao Hiểu Đồng thi đậu vào Học viện Hý kịch Trung ương khoa Biểu diễn, đạt được học bổng hằng năm cho sinh viên ưu tú.

## Sự nghiệp
Mao Hiểu Đồng bắt đầu được biết đến sau một vai phụ trong Chân Hoàn truyện (2011), bộ phim cổ trang được giới phê bình đánh giá cao do Tôn Lệ đóng chính. Năm 2012, cô góp mặt trong bộ phim truyền hình cổ trang kiếm hiệp Thiên Nhai Minh Nguyệt Đao và được đề cử tại Lễ trao giải LeTV cho giải thưởng Nữ diễn viên mới xuất sắc nhất.
Mao Hiểu Đồng sau đó được biết đến nhiều hơn với vai Chung Linh trong Tân Thiên Long Bát Bộ (2013). Sau đó cô cũng tham gia các bộ phim Nữ nhân của Đao Khách Gia Tộc (2014), Thần điêu đại hiệp (2014) và Vân Trung Ca (2015).
Năm 2016, Mao Hiểu Đồng nổi tiếng hơn nhờ đóng các vai phụ đáng chú ý trong các bộ phim truyền hình nổi tiếng Yêu em từ cái nhìn đầu tiên và Cẩm Tú Vị Ương.
Năm 2017, cô đóng vai chính đầu tiên trong bộ phim hài tình cảm Mỹ Vị Kỳ Duyên của đài truyền hình Hồ Nam.
Năm 2019, Mao Hiểu Đồng đóng vai chính trong bộ phim lãng mạn Bạn Trai Robot Của Tôi  và bộ phim truyền hình công sở hiện đại Thanh Xuân Của Ai Không Phản Nghịch.
Năm 2020, cô đóng vai chính trong bộ web-drama Đạo Mộ Bút Ký: Trùng Khởi - Cực Hải Thính Lôi, được chuyển thể từ bộ tiểu thuyết Đạo mộ bút ký. Cùng năm, cô đóng một trong 3 vai chính trong bộ phim truyền hình hiện đại về phụ nữ 30 chưa phải là hết.

## Phim

### Phim điện ảnh
| Năm công chiếu | Tên                                          | Tiêu đề tiếng Trung | Vai diễn      | Ghi chú |
| -------------- | -------------------------------------------- | ------------------- | ------------- | ------- |
| 2014           | Khoảnh Khắc Yêu 2014 (Dive In Love: 2014)    | 这一刻爱吧2014      | Vương Ngữ Hân |         |
| 2015           | Nhiệt Huyết Tuổi Trẻ (Fighting Youth)        | 我是奋青            | Tô Thị        | [ 14 ]  |
| 2021           | Tình Yêu Lấy Năm Làm Đơn Vị (Lost and Found) | 一年为单位的恋爱    | Lục Lộc San   |         |

### Phim truyền hình
| Năm phát sóng | Tên phim                                                                              | Tên tiếng Trung      | Vai diễn                          | Bạn diễn               | Ghi chú                                   |
| ------------- | ------------------------------------------------------------------------------------- | -------------------- | --------------------------------- | ---------------------- | ----------------------------------------- |
| 2010          | Nữ thần bổ (Detective)                                                                | 女神捕               | Liễu Nhi                          |                        | [ 15 ]                                    |
| 2011          | Thanh xuân ngốc                                                                       | 傻春                 | Triệu Tố Bất lúc trẻ              |                        | [ 16 ]                                    |
| 2011          | Thác đêm ở Trường An                                                                  | 叶落长安             | Bai Mudan                         |                        |                                           |
| 2012          | Chân Hoàn truyện (Empresses in the Palace)                                            | 甄嬛传               | Giang Thải Bình                   |                        |                                           |
| 2012          | Vịnh Xuân Truyền Kỳ (Yong Chun Agent)                                                 | 咏春传奇             | Trình Thư Dao                     |                        |                                           |
| 2012          | Thiên Nhai Minh Nguyệt Đao (The Magic Blade)                                          | 天涯明月刀           | Nam Cung Linh                     |                        |                                           |
| 2013          | Thiên Long Bát Bộ (Demi Gods & Semi Devils)                                           | 天龙八部             | Chung Linh                        |                        |                                           |
| 2013          | Mật danh Cửu Nhĩ Khuyển (Codenamed: Vicious Dog)                                      | 代號九耳犬           | Từ Manh Manh                      |                        |                                           |
| 2013          | Đường Sơn Đại Địa Chấn (Aftershock)                                                   | 唐山大地震           | Tô Tây                            |                        |                                           |
| 2014          | Cung toả liên thành (The Palace Season 3: The Lost Daughter)                          | 宫锁连城             | Xuân Hỉ                           |                        | Cameo                                     |
| 2014          | Thục nữ chi gia (Lady's House)                                                        | 淑女之家             | Tăng Lăng Qua                     |                        | [ 17 ]                                    |
| 2014          | Nữ nhân của Đao Khách Gia Tộc (Woman in a Family of Swordsman)                        | 刀客 家族的女人      | Dương Minh Nguyệt                 |                        |                                           |
| 2014          | Tình yêu trở lại (Love is Back)                                                       | 爱情回来了           | Bao Niệm Niệm                     | Thích Vi               | Vai chính, đóng cặp với Vương Truyền Quân |
| 2014          | Đặc công báo tuyết (The Snow Leopard)                                                 | 雪豹坚强岁月         | Tiêu Nhã                          |                        | [ 19 ]                                    |
| 2014          | Thần điêu đại hiệp (phim truyền hình 2014) (The Romance of the Condor Heroes)         | 神雕侠侣             | Quách Phù                         |                        |                                           |
| 2015          | Đại Hán Tình Duyên Chi Vân Trung Ca (Love Yunge From the Desert)                      | 大汉情缘之云中歌     | Hoàng hậu Thượng Quan (Nhất Giác) |                        |                                           |
| 2015          | Cô nàng miệng quạ đen (Miss Unlucky)                                                  | 乌鸦嘴妙女郎         | Bối Lệ Lệ                         | Vương Truyền Quân      | Vai chính                                 |
| 2015          | Kim Bài Hồng Nương 2 (The Gold Matchmaker 2)                                          | 金牌红娘 2           | Kim Linh Lung                     | Hàn Thừa Vũ            | Vai chính                                 |
| 2016          | Yêu em từ cái nhìn đầu tiên (Love O2O)                                                | 微微 一笑很倾城      | Triệu Nhị Hỷ                      |                        |                                           |
| 2016          | Cẩm Tú Vị Ương (The Princess Wei Young)                                               | 锦绣未央             | Lý Thường Như                     |                        | Vai thứ chính                             |
| 2017          | Không Thể Không Yêu (Be With You)                                                     | 不得不爱             | Diêu Dao                          |                        | [ 22 ]                                    |
| 2017          | Mỹ Vị Kỳ Duyên (Delicious Destiny)                                                    | 美味奇缘             | Tống Giai Minh                    | Mike Angelo            | Vai chính                                 |
| 2019          | Bạn trai Robot của tôi (My Robot Boyfriend)                                           | 我的机器人男友       | Tưởng Mộng Ngôn                   | Khương Triều           | Vai chính                                 |
| 2019          | Thanh xuân của ai không phản nghịch (Who's not Rebellious Youth)                      | 谁的青春不叛逆       | Đường Thi                         | Vu Mông Lung           | Vai chính                                 |
| 2020          | Đạo Mộ Bút Ký: Trùng Khởi - Cực Hải Thính Lôi (Reunion: The Sound of the Providence ) | 重启 之 极 海 听 雷  | Bạch Hạo Thiên                    |                        | Vai thứ chính                             |
| 2020          | Ba mươi chưa phải là hết (Nothing but Thirty)                                         | 三十而已             | Chung Hiểu Cần                    | Giang Sơ Ảnh, Đồng Dao | Vai chính, đóng cặp với Dương Lặc         |
| 2020          | Hai mươi bất hoặc (Twenty Your Life On)                                               | 二十不惑             | Chung Hiểu Cần                    |                        | Cameo                                     |
| 2021          | Những đứa con nhà họ Kiều (The Bond)                                                  | 乔家的儿女           | Kiều Tam Lệ                       | Bạch Vũ, Tống Tổ Nhi   | Vai chính, đóng cặp với Khúc Triết Minh   |
| 2021          | Tiền tuyến Ebola (Ebola Fighters)                                                     | 大国担当之埃博拉前线 | Hà Hoan                           | La Tấn                 | Vai chính                                 |
| 2023          | Cầu được ước thấy (Hello Beautiful Life)                                              | 心想事成             | Tôn Tưởng                         | Trương Lệ              | Vai chính, đóng cặp với Vương Tử Dị       |
| 2023          | Vân Tương Truyện (The Ingenious One)                                                  | 云襄传               | Thư Á Nam / Khấu Liên Y           | Trần Hiểu              | Vai chính                                 |
| 2023          | Vấn Tâm (The Heart)                                                                   | 问心                 | Phương Tiểu Nhiên                 | Triệu Hựu Đình         | Vai chính, đóng cặp với Kim Thế Giai      |
| 2024          | Khánh Dư Niên 2 (Joy of Life 2)                                                       | 庆余年 (第二季)      | Bắc Tề Đại công chúa              |                        | Vai phụ, đóng cặp với Phó Tân Bác         |
| 2025          | Dư Sinh Hữu Nhai                                                                      | 余生有涯             | Diệp Tư Bắc                       | Trương Bân Bân         | Vai chính                                 |
| TBA           | Hoắc Khứ Bệnh (The Fated General)                                                     | 大漠 驃 騎 - 霍去病  | Trăn Nga                          | Trương Nhược Quân      | [ 25 ]                                    |
| TBA           | Bình Yêu Truyện Chi Thiên Thư Kỳ Đàm (The Legend of Sealed Book)                      | 平妖传之天书奇谭     | Hồ Vĩnh Nhu                       | Trần Nhược Hiên        | Vai chính                                 |
| TBA           | Vân Tương Truyện Chi Tương Tiến Tửu (The Ingenious One 2)                             | 云襄传之将进酒       | Khấu Liên Y                       | Trần Hiểu              | Vai chính                                 |

## Chương trình truyền hình
| Năm phát sóng | Tên chương trình                   | Tên tiếng Trung          | Vai trò    | Ghi chú        |
| ------------- | ---------------------------------- | ------------------------ | ---------- | -------------- |
| 2008          | Thiên thiên hướng thượng           | 天天向上                 | Khách mời  |                |
| 2015          | Ngôi sao mật thất (mùa 2)          | 星星的密室 (第二季)      | Khách mời  | Tập 5          |
| 2017          | Sự ra đời của diễn viên            | 演员的诞生               | Khách mời  | Tập 5          |
| 2018          | Khoá giới ca vương (mùa 3)         | 跨界歌王 (第三季)        | Thí sinh   |                |
| 2018          | Tân vũ lâm đại hội                 | 新舞林大会               | Thí sinh   |                |
| 2019          | Thân ái, kết hôn đi                | 亲爱的, 结婚吧           | Thành viên |                |
| 2020          | Dương quang tỷ muội (mùa 1)        | 阳光姐妹淘 (第一季)      | Khách mời  | Tập 4          |
| 2020          | Mặt nạ vũ vương                    | 蒙面舞王                 | Thành viên | Tập 5-6        |
| 2020          | Bữa tiệc phi thường                | 非日常派对               | Khách mời  | Tập 5          |
| 2020          | Keep running: Yellow river         | 奔跑吧黄河篇             | Khách mời  | Tập 1          |
| 2021          | Vương bài đối vương bài (mùa 6)    | 王牌对王牌 (第六季)      | Khách mời  | Tập 10         |
| 2021          | Sáng tạo doanh 2021                | 创造营2021               | Khách mời  | Tập 8          |
| 2022          | Đến gặp bạn ngày tuyết bay         | 飘雪的日子来看你         | Khách mời  | Tập 1-2        |
| 2022          | Keep running (mùa 10)              | 奔跑吧10                 | Khách mời  | Tập 2          |
| 2022          | Bắt đầu suy luận nào               | 开始推理吧               | Khách mời  | Tập 1-3        |
| 2022          | Nhảy lên cao giai chức trường      | 跃上高阶职场             | Thành viên |                |
| 2023          | Xin chào, thứ bảy                  | 你好，星期六             | Khách mời  | Tập 21, 36, 45 |
| 2023          | Truy tinh người (mùa 3)            | 追星星的人 (第三季)      | Khách mời  | Tập 5-6        |
| 2023          | Thanh xuân hoàn du ký (mùa 4)      | 青春环游记 (第四季)      | Khách mời  | Tập 4          |
| 2023          | Manh thám tra án (mùa 3)           | 萌探探探案 (第三季)      | Khách mời  | Tập 7          |
| 2023          | Nghe nói ăn rất ngon (mùa 3)       | 听说很好吃 (第三季)      | Thành viên |                |
| 2023          | Offer rung động lòng người (mùa 5) | 令人心动的offer (第五季) | Khách mời  |                |
| 2024          | Thanh xuân hoàn du ký (mùa 5)      | 青春环游记 (第五季)      | Khách mời  | Tập 6-7, 9-12  |
| 2024          | Nghe nói ăn rất ngon (mùa 4)       | 听说很好吃 (第四季)      | Thành viên | Tập 1-7, 10-12 |
| 2025          | Xin chào, thứ bảy                  | 你好，星期六             | Khách mời  |                |

## Đĩa nhạc
| Năm  | Tiêu đề          | Tiêu đề tiếng Anh | Album                              | Ghi chú/ Tham khảo |
| ---- | ---------------- | ----------------- | ---------------------------------- | ------------------ |
| 2020 | "Cuộc phiêu lưu" | Adventure         | Trùng Khởi - Cực Hải Thính Lôi OST |                    |

## Giải thưởng và đề cử
| Năm  | Giải thưởng                                                 | Hạng mục                                               | Phim được đề cử             | Kết quả   | Tham khảo |
| ---- | ----------------------------------------------------------- | ------------------------------------------------------ | --------------------------- | --------- | --------- |
| 2016 | Giải thưởng phim truyền hình Trung Quốc lần thứ 8           | Diễn viên lôi cuốn nhất trên màn ảnh                   | Cẩm Tú Vị Ương              | Đoạt giải | [ 26 ]    |
| 2017 | Giải thưởng Diễn viên của Trung Quốc lần thứ 4              | Nữ diễn viên xuất sắc nhất (web-drama)                 | Yêu em từ cái nhìn đầu tiên | Đề cử     |           |
| 2020 | Giải thưởng Diễn viên của Trung Quốc lần thứ 7              | Nữ diễn viên xuất sắc nhất (Emerald)                   | Ba mươi chưa phải là hết    | Đề cử     | [ 27 ]    |
| 2020 | Giải thưởng điện ảnh và truyền hình video Tencent lần thứ 5 | Diễn viên truyền hình đột phá của năm                  | Ba mươi chưa phải là hết    | Đoạt giải |           |
| 2020 | Giải thưởng phim truyền hình Trung Quốc lần thứ 12          | Nữ diễn viên sáng tạo của năm                          | Ba mươi chưa phải là hết    | Đoạt giải |           |
| 2020 | Giải Hoa Đỉnh lần thứ 29                                    | Nữ diễn viên chính xuất sắc nhất (chính kịch hiện đại) | Ba mươi chưa phải là hết    | Đoạt giải | [ 28 ]    |
| 2020 | Giải Hoa Đỉnh lần thứ 29                                    | Nữ diễn viên truyền hình yêu thích nhất của khán giả   | Ba mươi chưa phải là hết    | Đoạt giải | [ 28 ]    |
| 2021 | Giải Bạch Ngọc Lan lần thứ 27                               | Nữ diễn viên phụ xuất sắc nhất                         | Ba mươi chưa phải là hết    | Đề cử     | [ 29 ]    |